# 由利本荘市立鳥海小学校
由利本荘市立鳥海小学校（ゆりほんじょうしりつ ちょうかいしょうがっこう）は、秋田県由利本荘市鳥海町にある公立小学校。

## 概要
由利本荘市立川内小学校、由利本荘市立直根小学校、由利本荘市立笹子小学校の3校を統合し、2013年4月に開校した。

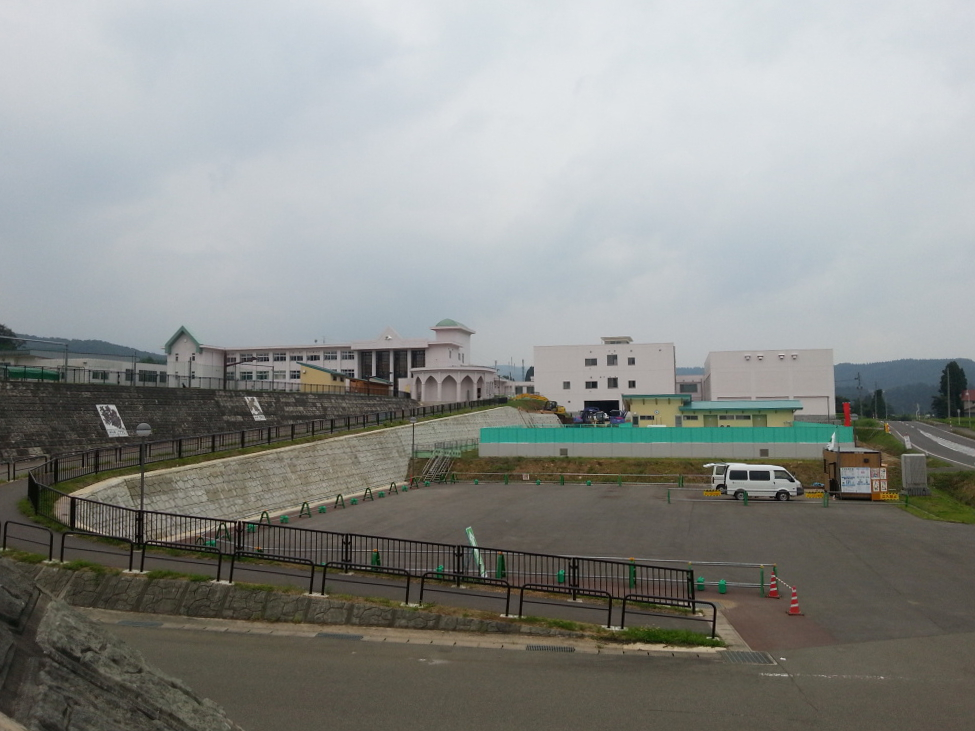
鳥海球場側から小中学校を望む。右が小学校である。

## 沿革
注釈のない限り、公式ページより引用
- 2013年（平成25年）
  - 4月1日 - 由利本荘市立鳥海小学校として開校[1]。
  - 4月13日 - 開校式を挙行[1]。
  - 5月18日 - 開校記念大運動会を開催。
  - 5月 - 平成25年度学校支援地域本部事業実施校に指定。
  - 11月6日 - 運動広場が完成。
- 2014年（平成26年）
  - 5月 - 平成26年度学校支援地域本部事業実施校に指定。
  - 6月7日 - 県PTA連合会より表彰される。
  - 8月23日 - 全国小学生陸上競技交流大会の女子走り高跳びに出場。
  - 10月11日 - 第1回「飛鳥祭」を開催（小中合同学習発表会）。
  - 11月1日 - 国民文化祭「獅子舞フェスティバル」にて「天神あやとり」を披露。
  - 12月25日 - コミュニティ・スクールに指定。
- 2015年（平成27年）9月29日 - 耐震化のための体育館天井工事を実施。
- 2016年（平成28年）
  - 7月3日 - 全県小学生陸上競技大会に出場し、女子リレーで5位に入賞。
  - 7月20日 - ヴァーツ市公式訪問団（副市長、議会議員など）が来校。
- 2017年（平成29年）
  - 4月10日 - NHK「日本人のおなまえっ（佐藤さん）」を撮影。
  - 9月3日 - からうすからみ全国大会に6年生3人が出演。
  - 10月21日 - 全国産業教育フェア秋田大会で「鳥海獅子米プロジェクト」を発表。
  - 11月1日 - 第140回秋田県種苗交換会にて第35回秋田県学校農園展審査員特別賞を受賞[2]。
- 2018年（平成30年）
  - 5月17日 - 平成30年度由利本荘市文化財保護団体連合会文化財保護奨励賞を受賞。
  - 8月19日 - 第34回全国小学生陸上競技交流大会に出場。
  - 11月5日 - 第141回秋田県種苗交換会にて第36回秋田県学校農園展優秀賞を受賞（第2席では家の光協会長賞を受賞）。
- 2019年（平成31年・令和元年）
  - 1月18日 - キャリア教育優良学校として文部科学大臣より表彰。
  - 10月3日 - キャリア教育優良学校として文部科学大臣より表彰。
- 2023年（令和5年）11月3日 - 創立10周年記念式典・記念講演会 開催[3][4]。

## 校歌
作詞・作曲：豊島重孝

## 児童数・学級数
| 年度                      | 男子 | 女子 | 計  | 増減 | 学級数 | 増減 | 備考       | 出典   |
| ------------------------- | ---- | ---- | --- | ---- | ------ | ---- | ---------- | ------ |
| 2013（平成25）年度        | 95   | 94   | 189 |      | 8      |      | 創立       | [ 7 ]  |
| 2014（平成26）年度        | 83   | 89   | 171 | -18  | 8      | 0    |            | [ 8 ]  |
| 2015（平成27）年度        | 73   | 81   | 154 | -17  | 7      | -1   |            | [ 9 ]  |
| 2016（平成28）年度        | 70   | 69   | 139 | -15  | 7      | 0    |            | [ 10 ] |
| 2017（平成29）年度        | 63   | 61   | 124 | -15  | 8      | +1   |            | [ 11 ] |
| 2018（平成30）年度        | 58   | 52   | 110 | -14  | 8      | 0    |            | [ 12 ] |
| 2019（平成31/令和元）年度 | 49   | 46   | 95  | -15  | 8      | 0    |            | [ 13 ] |
| 2020（令和2）年度         | 50   | 42   | 92  | -3   | 9      | +1   |            | [ 14 ] |
| 2021（令和3）年度         | 49   | 41   | 90  | -2   | 9      | 0    |            | [ 15 ] |
| 2022（令和4）年度         | 41   | 41   | 82  | -8   | 8      | -1   |            | [ 16 ] |
| 2023（令和5）年度         | 40   | 44   | 84  | +2   | 8      | 0    | 創立10周年 | [ 17 ] |
| 2024（令和6）年度         | 35   | 51   | 86  | +2   | 8      | 0    |            | [ 18 ] |
| 2025（令和7）年度         | 36   | 51   | 87  | +1   | 8      | 0    |            | [ 19 ] |

## 通学区域
鳥海地域全域